# أوبري هورنزباي
أوبري هورنزباي (بالإنجليزية: Aubrey Hornsby)‏ هو قائد عسكري أمريكي، ولد في 8 يناير 1895، وتوفي في 23 مايو 1981.